# Hotel Royal w Poznaniu
Hotel Royal – trzygwiazdkowy hotel zlokalizowany w kamienicy w centrum Poznania, przy ul. Święty Marcin 71 (dawniej 38). Znajduje się w zespole urbanistyczno-architektonicznym centrum miasta z przełomu XIX i XX wieku, wpisanym do rejestru zabytków (nr rej.: A-231/M z 14.03.1980).

## Początki działalności
Pod koniec XIX wieku w miejscu dzisiejszego obiektu hotelowego stała destylarnia Jana Świtalskiego, produkująca wysokogatunkowe wina. W późniejszym czasie na jej tyłach wybudowany został budynek kamienicy, w którym powstał hotel. W świadectwie przemysłowym z 1929 scharakteryzowano go jako „mały hotel w podwórzu”.

## Siedziba Głównego Dowództwa Powstania Wielkopolskiego

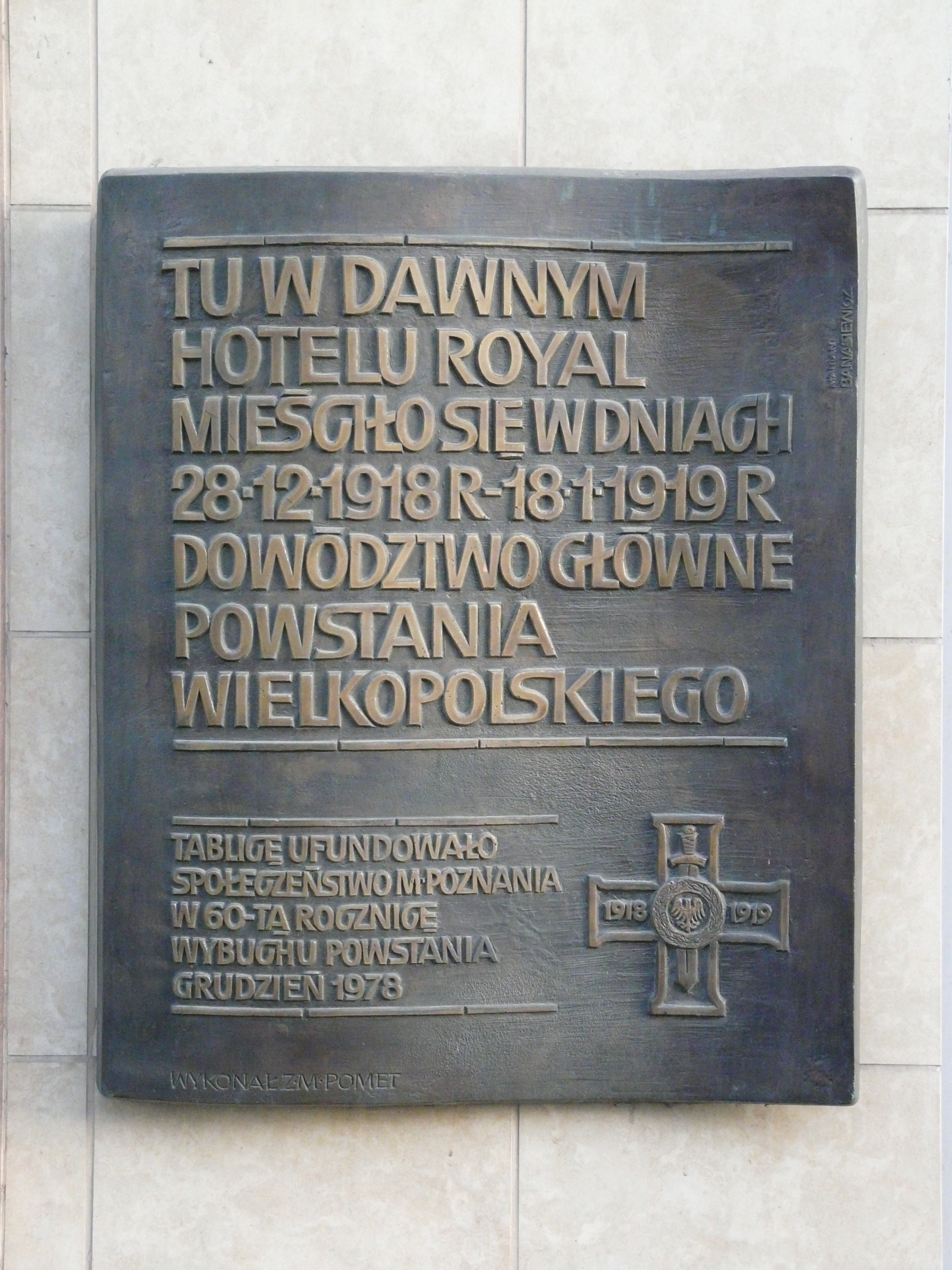
Tablica upamiętniająca udział Hotelu Royal w wydarzeniach z 1918–1919

Na przełomie lat 1918 i 1919 pomieszczenia hotelowe posłużyły jako siedziba Głównego Dowództwa powstania wielkopolskiego, skąd Stanisław Taczak, Stanisław Łaciński oraz Bogdan Hulewicz kierowali walkami. Na początku siedziba dowództwa miała znajdować się w domu przy ul. Zwierzynieckiej 3, jednak przychylność właścicielki hotelu, Leokadii Świtalskiej, wdowy po Janie Świtalskim, przyczyniła się do stworzenia dowództwa w Hotelu Royal. 
Jedną z podstawowych zalet tej lokalizacji było bliskie sąsiedztwo z siedzibą Komisariatu Naczelnej Rady Ludowej. Ponadto pokoje oddane do dyspozycji powstańcom na II i III piętrze usytuowane były od strony podwórza posesji, co zapewniało konieczną dyskrecję działania sztabu. Wszystkie pomieszczenia dla powstańców zostały oznaczone tabliczkami informacyjnymi. Drzwi hotelowe zamknięto, a urzędujący w hotelu oficer dyżurny oraz skauci dbali o to, aby do budynku nie dostały się niepowołane osoby. Ponadto monterzy z Urzędu Telegrafii i Telefonów założyli na II piętrze szafkę rozdzielczą dla sztabu Dowództwa Głównego i podłączyli ją z hotelowym aparatem telefonicznym. Bardzo często dyżur nocny przy telefonie pełniła córka właścicielki. Tak zorganizowane centrum funkcjonowało od 28 grudnia 1918 do 15 stycznia 1919. Od 11 stycznia 1919 rozpoczęły się przygotowania do przeniesienia sztabu Dowództwa Głównego do gmachu dawnego V Korpusu Armii. Przejmowanie biur trwało jednak do 19 stycznia, w związku z czym działalność sztabu Taczaka wiązała się przez cały czas z Hotelem Royal. 
O historii obiektu przypomina pamiątkowa tablica znajdująca się na ścianie frontowej budynku, która została odsłonięta w 1978.

## Po II wojnie światowej
Po zakończeniu walk o Poznań w 1945 Hotel Royal był pierwszym uroczyście otwartym hotelem w Poznaniu. Od tego momentu przeżywał różne koleje losu. Na pewien czas zmieniono jego nazwę na Zacisze. W tym okresie funkcjonował jako obiekt klasy turystycznej oraz hotel robotniczy Miejskiego Przedsiębiorstwa Komunikacyjnego. Mieścił się tu też przez jakiś czas Dom Aktora. 

## Współcześnie
W ręce spadkobierców hotel został zwrócony pod koniec 1992, a do jego pierwotnej nazwy powrócono dwa lata później. W budynku wybuchł pożar, jednak na tyle niegroźny, że usuwanie jego skutków zakończyło się tylko remontem. Aktualni właściciele przykładają dużą wagę do historii tego miejsca.
W hotelu gościły m.in. takie osoby jak: Irena Kwiatkowska, Krystyna Janda, Grzegorz Turnau, Maciej Stuhr oraz Martyna Wojciechowska.

## W pobliżu
W pobliżu znajdują się inne ważne realizacje urbanistyczne i architektoniczne z XIX i XX wieku: Hotel Lech, Hotel Reichshof, Kamienica Haase i Wagnera, Domy Towarowe Alfa, Dom Książki oraz Dzielnica Cesarska.

## Galeria

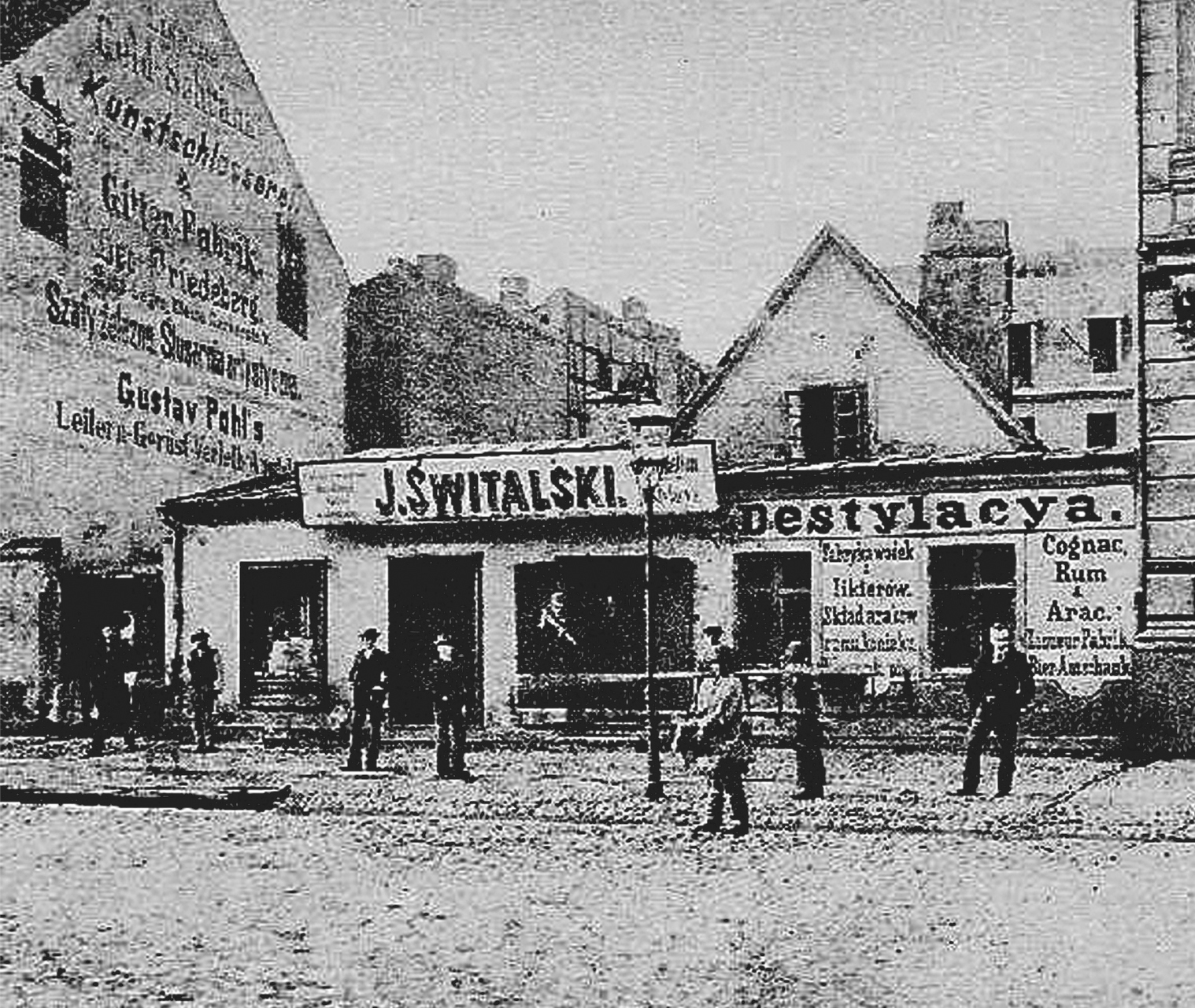
Destylarnia Jana Świtalskiego
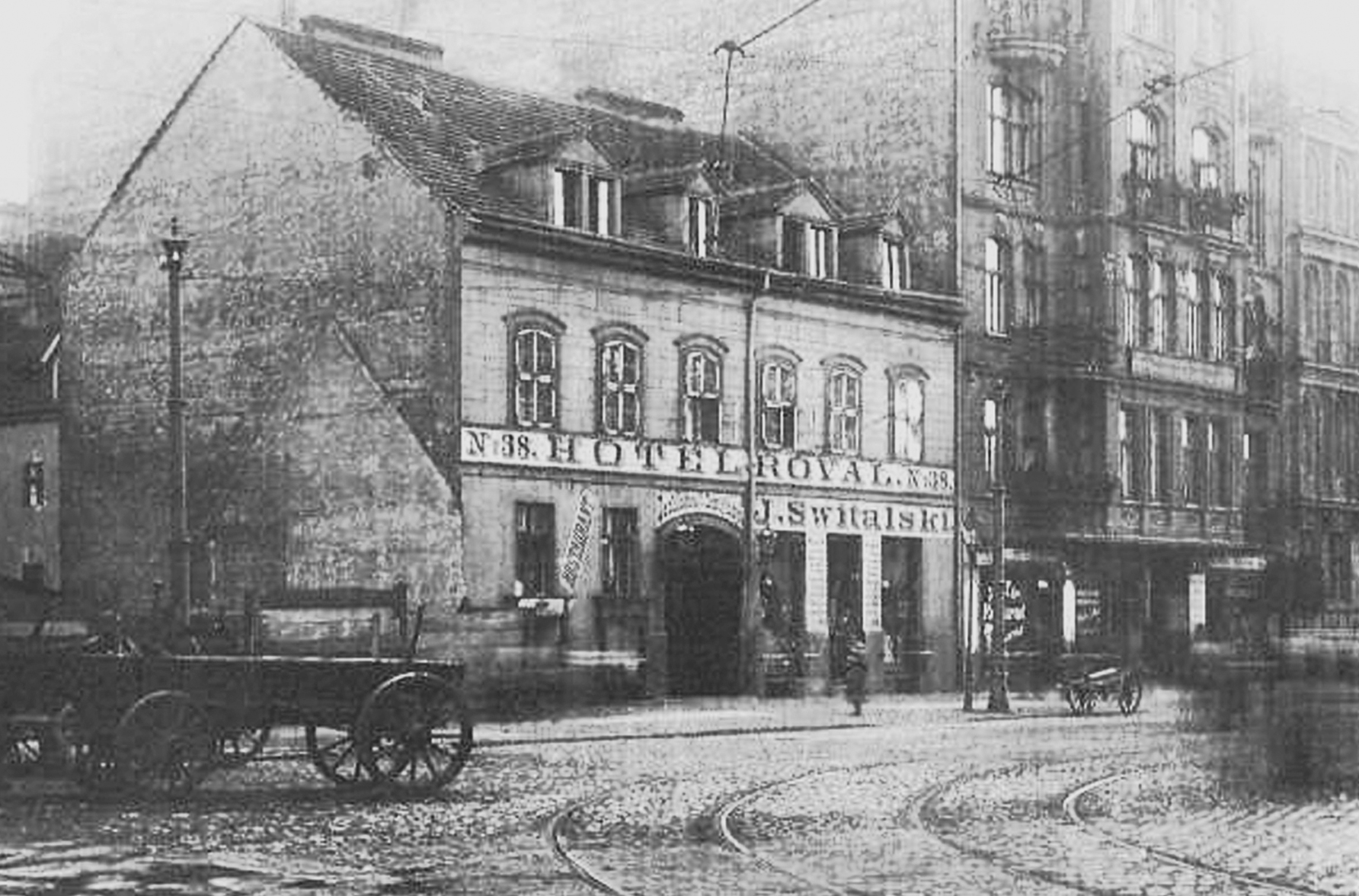
Hotel Royal dawniej
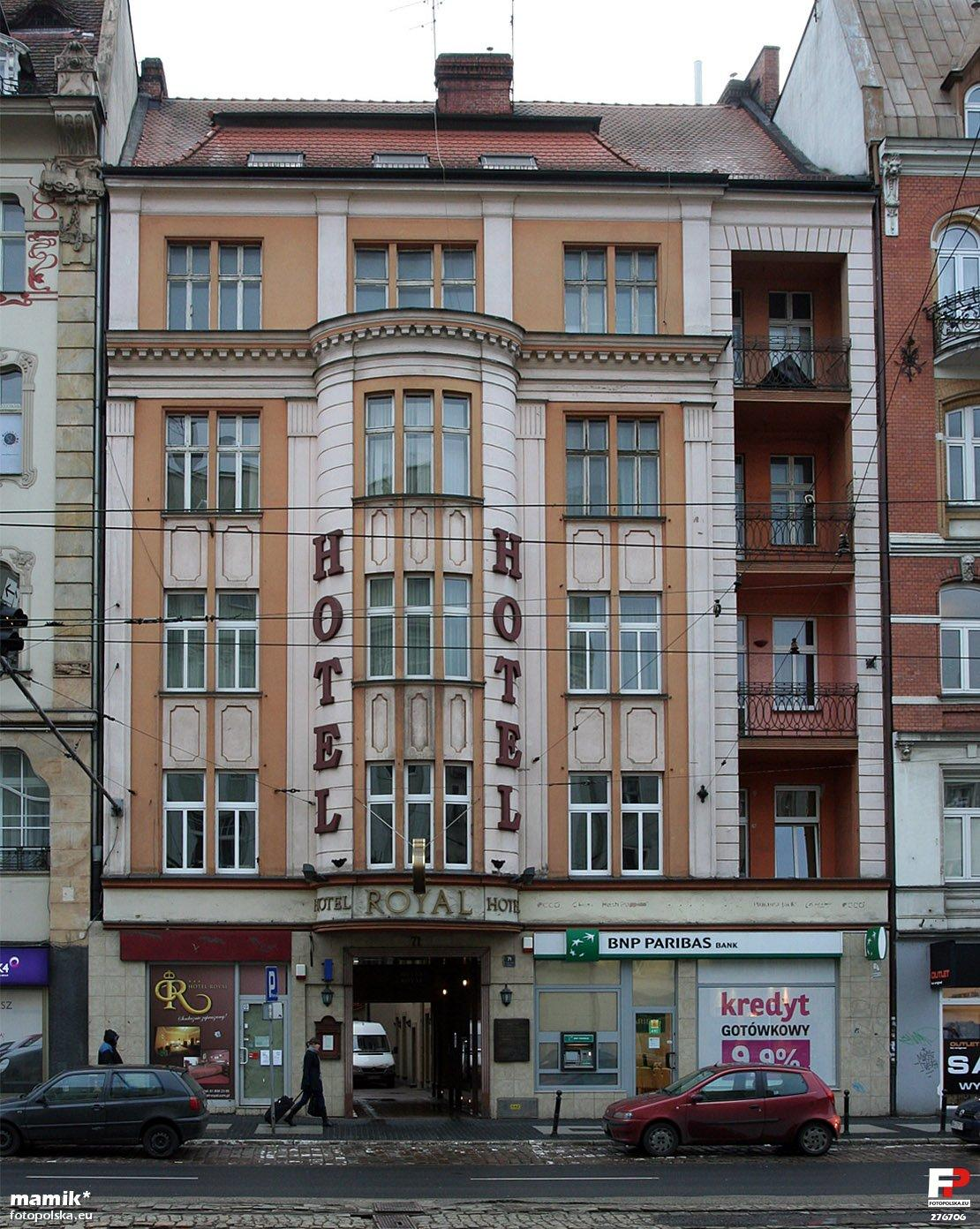
Hotel Royal w 2013
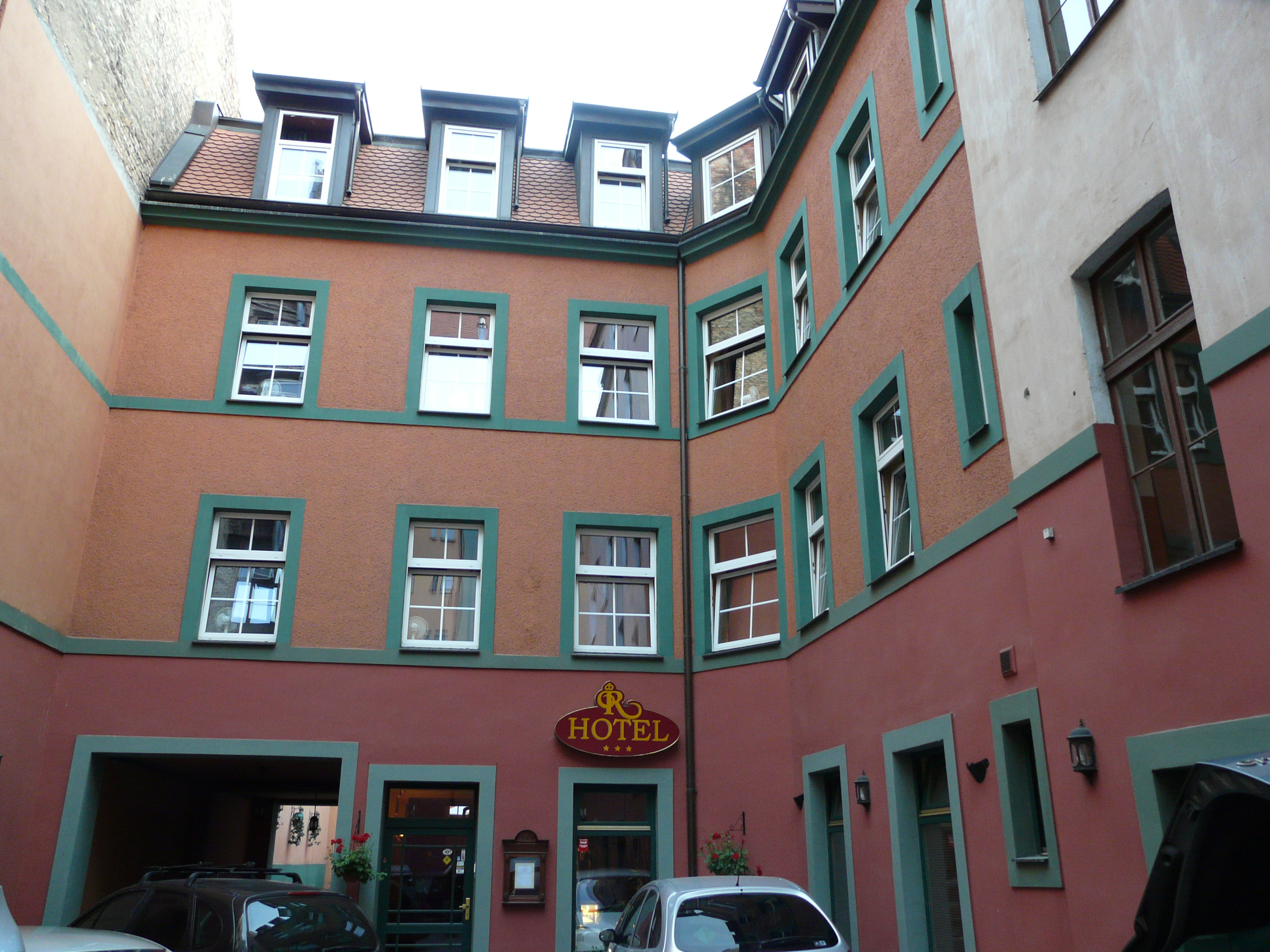
Podwórze, wejście do hotelu